# Tiszakarád
Tiszakarád is een plaats (község) en gemeente in het Hongaarse comitaat Borsod-Abaúj-Zemplén. Tiszakarád telt 2545 inwoners (2001).